# Nowa Sól
Nowa Sól er en by og en kommune (Gmina) i det vestlige Polen, der ligger i voivodskabet Lubusz (Województwo lubuskie) og har 36.843(2021) indbyggere og et areal på 21,56 km². Den er administrationsby i powiatet (amt) Nowa Sól.

## Historie
Den første omtale af bosættelsen Nowa Sól går tilbage til det 14. århundrede. Latinske bøger optegner to slaviske bosættelser i Żabnoe, nævnt som Sczhabna antiqua og Sczhabna nova. Førstnævnte er nu en forstad til Nowa Sól, og sidstnævnte eksisterer stadig som en landsby. 
I det 14. århundrede var territoriet under Kongeriget Bøhmens suverænitet som en del af Det Hellige Romerske Rige. For at bryde Schlesiens afhængighed af salt fra Polen grundlagde kejser Ferdinand 1. området Zum Neuen Saltze i 1563. Havsaltet, der oprindeligt kom fra La Rochelle og den Iberiske kyst, blev transporteret fra Hamburg og Stettin langs den sejlbare Oder. En oversvømmelse i 1573 førte til flytningen af saltraffinaderiet til den nærliggende landsby Modritz (Modrzyca); administratorens kontor er nu rådhuset. Bebyggelsen blev dokumenteret som Neusalzburg ("Ny Salzburg") i 1585 og senere som Neusalz ("Nyt Salt"). En handelshavn blev bygget på Oder i 1592. Den protestantiske St. Michael-kirke, bygget fra 1591 til 1597, blev omdannet til romersk-katolicisme i 1654.
Adgangen for hollandske og engelske købmænd i Østersøen i slutningen af det 16. århundrede førte til vanskeligheder med forsyningen af uraffineret salt. Den urentable virksomhed blev også hæmmet af vejafgifter på Oder, som blev pålagt af Markgrevskabet Brandenburg. Saltraffinering i Neusalz brød næsten sammen i løbet af trediveårskrigen (1618–48), mens genopretningen blev hæmmet af salthandelen i Brandenburg og Polen bagefter. Som herskerne i Svensk Pommern, Sverige forhindrede salt i at nå byen fra Stettin i 1710. Tre år senere blev Neusalz en forpost for salt fra Magdeburg og Halle.